# Otto Hallen

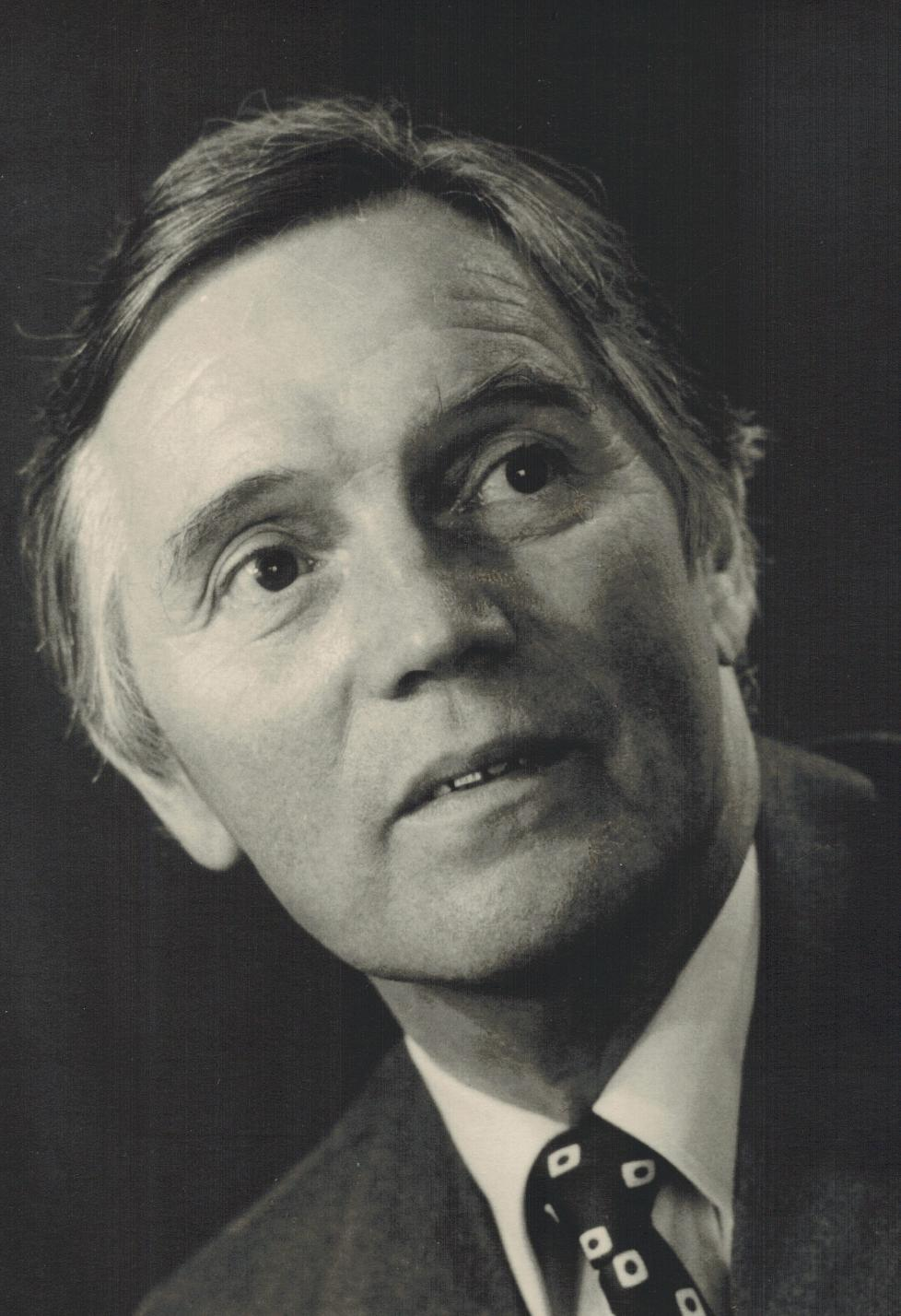
Otto Hallen, Mai 1979

Otto Hallen (* 11. August 1921 in Düsseldorf; † 3. Februar 2006 in Mannheim) war ein deutscher Neurologe und Direktor der Neurologischen Universitätsklinik Mannheim der Universität Heidelberg.

## Leben
Nach Abschluss des humanistischen Gymnasiums in Düsseldorf studierte Otto Hallen Humanmedizin in Marburg, Bonn, Düsseldorf und Freiburg. Während des Zweiten Weltkriegs leistete er als Medizinstudent Dienst im Sanitätskorps der Kriegsmarine.
Von 1945 bis 1948 war Hallen Assistenzarzt an der Chirurgischen Universitätsklinik in Heidelberg unter Karl Heinrich Bauer. 1948 wechselte er an die neurologische Abteilung der Ludolf-Krehl-Klinik in Heidelberg (Leitung Paul Vogel). Seine psychiatrische Ausbildung erhielt Otto Hallen 1955/1956 unter Manfred Bleuler an der Psychiatrischen Universitätsklinik Burghölzli in Zürich. Nach seiner Rückkehr an die Neurologie in Heidelberg wurde er 1962 Oberarzt.
Hallen habilitierte sich 1959 mit der Arbeit Die Dystrophia muscularis progressiva und erhielt 1968 den Ruf auf den neuen Lehrstuhl für Neurologie am Klinikum Mannheim der Universität Heidelberg, welcher im Rahmen der Gründung der II. Medizinischen Fakultät der Universität Heidelberg in den Städtischen Krankenanstalten Mannheim eingerichtet wurde. Dort baute er als Direktor (1968–1989) die anfangs kleine neurologische Abteilung aus. Von 1974 bis 1987 war er zugleich Ärztlicher Direktor des Universitätsklinikums Mannheim. Von 1972 bis 1974 war Hallen Dekan der damaligen „Fakultät für klinische Medizin Mannheim“.
1989 wurde Hallen im Alter von 68 Jahren emeritiert.
Hallen war ein begeisterter Didaktiker, der das Interesse für sein Fachgebiet nicht nur bei seinen Studenten und Studentinnen wecken konnte, sondern ebenso einen Impuls für die Erwachsenenbildung in Mannheim setzte. So geht die Gründung der heute noch als „Medizinische Hochschulwoche“ bestehenden Mannheimer Hochschulwoche auf seine Initiative zurück.
Im Rahmen seines wissenschaftlichen Schwerpunkts, der klinischen Neurologie, beschäftigte sich Hallen vor allem mit Muskeldystrophien und Epilepsien, insbesondere den psychomotorischen Anfällen und ihrer Typologie.
1973 veröffentlichte Hallen ein Lehrbuch für Klinische Neurologie, welches er vor allem „als eine Propädeutik und als Anweisung zur neurologischen Untersuchung“ verstanden sehen wollte.
Hallen war Mitherausgeber mehrerer wissenschaftlicher Zeitschriften, darunter der Fachzeitschrift „Der Nervenarzt“, dem Publikationsorgan der Deutschen Gesellschaft für Psychiatrie, Psychotherapie und Nervenheilkunde und der Deutschen Gesellschaft für Neurologie, von 1971 bis 1987.
1970 gehörte er zu den Gründungsmitgliedern der Deutschen Gesellschaft für Neuroradiologie (DGNR), seit 1979 war er im Vorstand der Deutschen Sektion der Internationalen Liga gegen Epilepsie (seit 2004: Deutsche Gesellschaft für Epileptologie), von 1981 bis 1983 deren 1. Vorsitzender.

## Werke (Auswahl)
- Ein Fall von congenitaler Dünndarmatresie. Heidelberg, Med. F., Diss. v. 15. Febr. 1947.
- Über Jackson-Anfälle. In: Deutsche Zeitschrift für Nervenheilkunde. 167 (1952), S. 143–163.
- Das Oral-Petit mal. Beschreibung und Zergliederung der als uncinate-fit (Jackson) und psychomotor-fit (Lennox) bezeichneten epileptischen Äquivalente. In: Deutsche Zeitschrift für Nervenheilkunde. 171 (1954), S. 236–260.
- Über Schädelveränderungen bei der myotonischen Dystrophie. In: Deutsche Zeitschrift für Nervenheilkunde. 172 (1955), S. 467–481.
- Die Psychiatrie der Oral-Petit-Mal-Epilepsie. In: Psychiat Neurol. (Basel) 134 (1957), S. 43–65, doi:10.1159/000134262
- Die Klinik, Diagnose und Differentialdiagnose der kleinen epileptischen Anfälle. In: Deutsche Zeitschrift für Nervenheilkunde. 176 (1957), S. 321–330.
- Die Dystrophia muscularis progressiva. Habilitationsschrift. Heidelberg 1959.
- Über ein Defäkationsphantom nach Rektumamputation. In: Deutsche Zeitschrift für Nervenheilkunde. 179 (1959), S. 438–443.
- Zur Differenzierung der psychomotorischen Anfälle in klinische Formen. In: Deutsche Zeitschrift für Nervenheilkunde. 183 (1962), S. 199–217.
- Augenmuskellähmungen in neurologischer Sicht. In: Deutsche Zeitschrift für Nervenheilkunde. 187 (1965), S. 455–471.
- Über die Dystrophia ossea und andere Skelettveränderungen bei der Dystrophia muscularis progressiva. Berichte 8. Int. Kongr. Neurologie, Wien 1965.
- Das Verteilungsschema der scapulo-humeralen Formen chronisch progressiver myatrophischer Erkrankungen. In: Deutsche Zeitschrift für Nervenheilkunde. 188 (1966), S. 1–11.
- Über die Dystrophia muscularis progressiva retrahens. In: Erich Kuhn (Hrsg.): Progressive Muskeldystrophie – Myotonie – Myasthenie. Berlin/Heidelberg 1966, ISBN 3-642-92921-4, S. 86–95.
- mit T. Brusis und H. Pfisterer:  Die Myatrophia spinalis postpoliomyelitica chronica. In: Deutsche Zeitschrift für Nervenheilkunde. 195 (1969), S. 333–343.
- mit U. Bleyl: Über die Manifestation einer Myasthenia gravis pseudoparalytica nach Thymektomie. In: Zeitschrift für Neurologie. 198 (1970), S. 280–290.
- mit B. Neundörfer und M. von Rad: Neurologische Erkrankungen bei chronischem Alkoholismus. In: Der Nervenarzt. 42 (1971), S. 57–65.
- mit P. Marx und B. Neundörfer: Klinische Neurologie. Berlin/Heidelberg 1973, ISBN 3-540-06210-6.
- Die differentialdiagnostische Abgrenzung epileptischer gegen nichtepileptische Anfallsbilder. In: MedWelt. 26 (1975), S. 366–370.
- mit J. G. Meyer-Wahl und J. Braun (Hrsg.): Epilepsie 82: Spät- und Residual-Epilepsien. Nebenwirkungen von Antikonvulsiva: Mannheim 1982. Reinbek 1984, ISBN 3-88756-204-6.
- mit J. G. Meyer-Wahl und J. Braun (Hrsg.): Epilepsie 83. Genetik und Diagnostik der Epilepsien: Mannheim 1983. Reinbek 1985, ISBN 3-88756-205-4.

## Ehrungen
- 1968: Erb-Medaille der Deutschen Gesellschaft für Neurologie
- 1988: Für seine „Verdienste in der Erwachsenenbildung“ verlieh ihm die Mannheimer Abendakademie/VHS am 15. Mai 1988 die Goldene Ehrennadel.[5]